# Abrochia tetrazona
Abrochia tetrazona là một loài bướm đêm thuộc phân họ Arctiinae, họ Erebidae.